# Ozark (Alabama)
Ozark is een plaats (city) in de Amerikaanse staat Alabama, en valt bestuurlijk gezien onder Dale County.

## Demografie
Bij de volkstelling in 2000 werd het aantal inwoners vastgesteld op 15.119.
In 2006 is het aantal inwoners door het United States Census Bureau geschat op 14.710, een daling van 409 (-2,7%).

## Geografie
Volgens het United States Census Bureau beslaat de plaats een oppervlakte van
89,3 km², waarvan 88,7 km² land en 0,6 km² water. Ozark ligt op ongeveer 127 m boven zeeniveau.

## Plaatsen in de nabije omgeving
De onderstaande figuur toont de plaatsen in een straal van 24 km rond Ozark.